# Bremen (F-207)
Il Bremen (pennant number F-207 e secondo la designazione NATO: FGS Bremen) è stata una fregata missilistica leader dell'omonima classe, seconda nave della Deutsche Marine a prendere il nome dalla città di Brema.
Il contratto di costruzione venne assegnato alla Bremer Vulkan di Brema e l'impostazione della chiglia avvenne il 9 luglio 1979. Il 27 settembre dello stesso anno avvenne il varo, sotto il patrocinio della signora Christine Koschnick, moglie del sindaco di Brema, Hans Koschnick. Entrò in servizio il 7 maggio 1982 ed è stata radiata il 28 marzo 2014, dopo 32 anni di servizio attivo.

## Storia
Dopo essere stata sottoposta a prove in mare, il Bremen entrò in servizio il 7 maggio 1982. In seguito fece base a Wilhelmshaven come parte del 4. Fregattengeschwader, un componente dell'Einsatzflottille 2. Inizialmente costruito con eliche Sulzer-Escher a cinque pale, queste furono successivamente sostituite con quelli a sette pale della Wegemann & Company, rendendo la Bremen la più veloce della sua classe. Fu anche la prima nave da guerra della marina tedesca a trasportare un elicottero.
Il Bremen partecipò a varie missioni internazionali durante la sua carriera. Nel 1991 venne spesso impiegata per partecipare alle missioni di monitoraggio permanente della NATO nel Mediterraneo durante la Guerra del Golfo.
Alla fine di gennaio 1992 scortò il mercantile tedesco Godewind a Cartagena, in Spagna. Il Godewind era stato intercettato nel Mediterraneo dal cacciatorpediniere Mölders mentre trasportava carri armati T-72 dalla Polonia alla Siria senza il permesso tedesco.
Dal 1992 al 1996 la fregata missilistica fu attiva nel mare Adriatico come parte dell'operazione NATO Sharp Guard, il blocco marittimo dell'ex Jugoslavia durante le guerre jugoslave.
Dal 2002, fino alla sua radiazione, prestò servizio nell'operazione antiterrorismo Enduring Freedom. Nel 2009 il Bremen aderì all'Operazione Atalanta, la missione antipirateria dell'UE al largo del Corno d'Africa. Il 14 agosto 2009 utilizzò il suo elicottero per contrastare un attacco pirata contro la nave mercantile battente bandiera turca MS Elgiznur Cebi. L'elicottero partito dalla Bremen intercettò l'imbarcazione, con a bordo sei pirati, e sparò colpi di avvertimento per costringerlo a fermarsi. La barca fu poi sequestrata dalla fregata greca Narvarinon, che trovò armi e scale d'imbarco.
Nel maggio del 2012 il Bremen venne nuovamente schierato con l'operazione Atalanta, subentrando alla petroliera di rifornimento Berlin, in una cerimonia alla quale partecipò il segretario di Stato tedesco Thomas Kossendey. Il Bremen venne sollevato da questi compiti nel settembre dello stesso anno, quando venne sostituito dalla fregata Sachsen, leader dell'omonima classe.

### Destino finale
Il Bremen venne rimossa dal servizio attivo il 30 settembre 2013 ed è stata dismessa il 28 marzo 2014 a Wilhelmshaven dal suo comandante finale, Ingolf Schlobinsky. Al momento della sua dismissione, la fregata era in servizio da 32 anni e aveva navigato per oltre 1,5 milioni di chilometri, sotto il comando di 16 capitani diversi. Fu dismessa a Wilhelmshaven e utilizzata come fonte di pezzi di ricambio per le restanti fregate di classe Bremen in servizio in quel momento. A metà ottobre il Bremen lasciò Wilhelmshaven per raggiungere Aliağa, in Turchia, dove sarebbe iniziato il percorso di demolizione, che venne ufficialmente completata nel 2021.

## Comandanti
Lista di comandanti del FGS Bremen e relativa data di assunzione del comando:
1. Kapitän zur See Dieter Weigel: maggio 1982;[12]
2. Fregattenkapitän Klaus Peter Giesecke: ottobre 1983;
3. Fregattenkapitän Volker Klein: ottobre 1985;
4. Fregattenkapitän Klaus-Uwe Wolff: luglio 1987;
5. Fregattenkapitän Detlev Schuth: dicembre 1988;
6. Fregattenkapitän Rolf Schmitz: aprile 1992;
7. Fregattenkapitän Rainer Mayer: ottobre 1993;
8. Fregattenkapitän Hans Joachim Rutz: luglio 1996;
9. Fregattenkapitän Hans-G. Gandyra: settembre 1996;
10. Fregattenkapitän André Hetke: luglio 1997;
11. Fregattenkapitän Peter Görg: agosto 2000;
12. Fregattenkapitän Dietrich Donker: febbraio 2003;
13. Fregattenkapitän Thorsten Wiedemann: maggio 2005;
14. Fregattenkapitän Andreas Jedlicka: febbraio 2007;
15. Fregattenkapitän Götz Eichberg: maggio 2009;
16. Fregattenkapitän Ingolf Schlobinsky: marzo 2012.[13]

## Galleria d'immagini

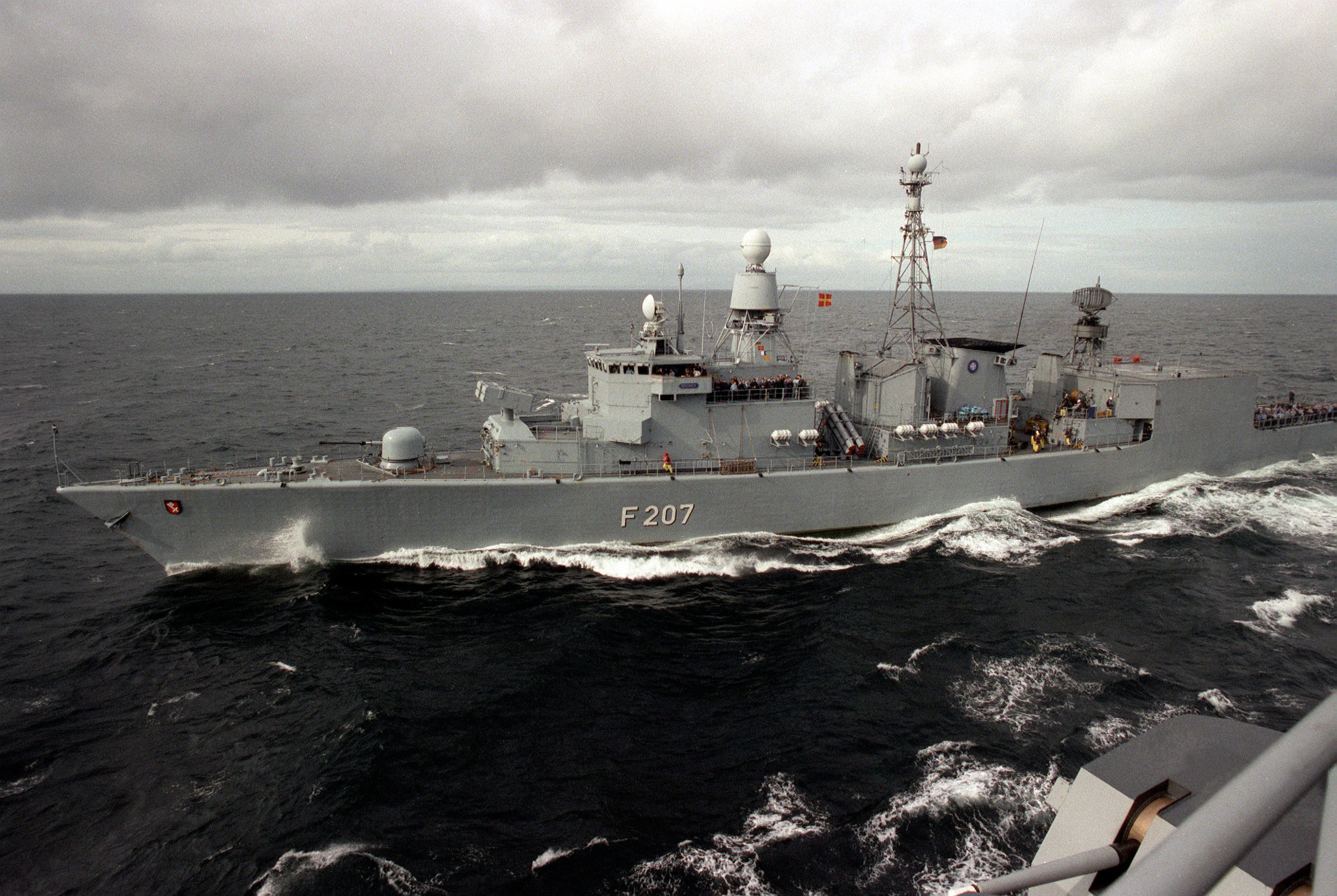
Il FGS Bremen durante l'esercitazione  Ocean Safari '85, settembre 1985.
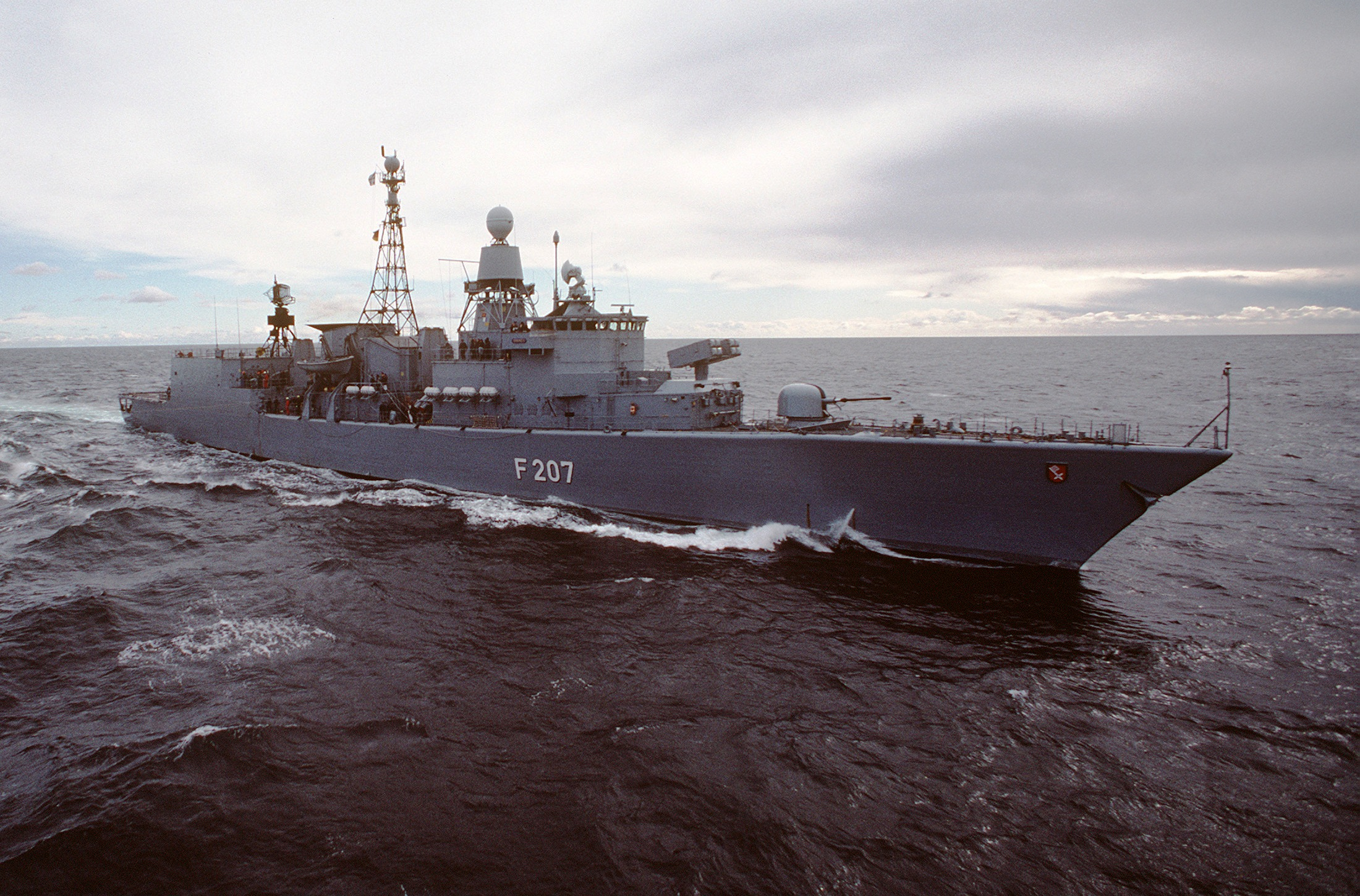
Il FGS Bremen durante l'esercitazione NATO Northern Wedding 86, agosto 1886.
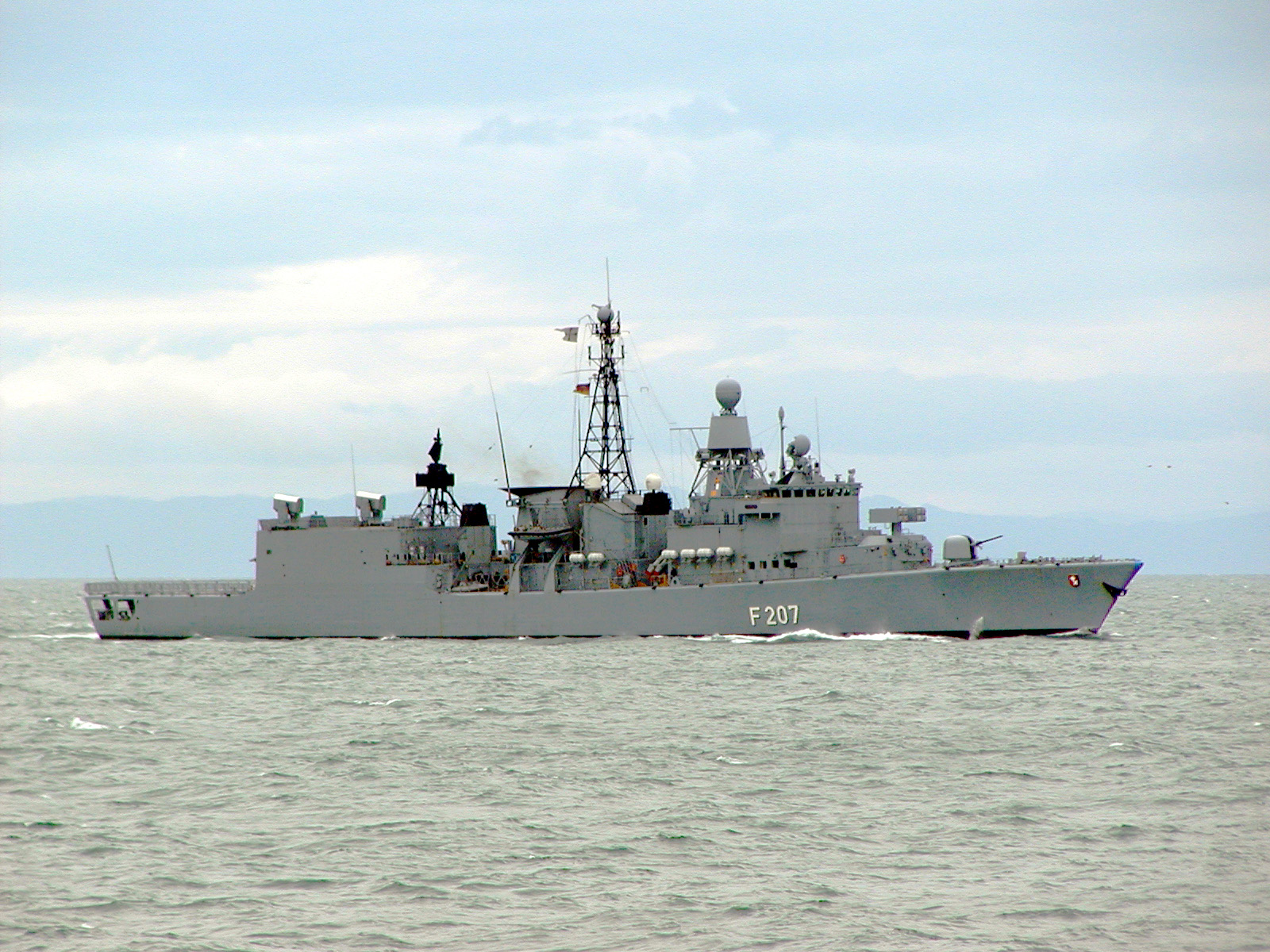
Il FGS Bremen in navigazione nel 2003.
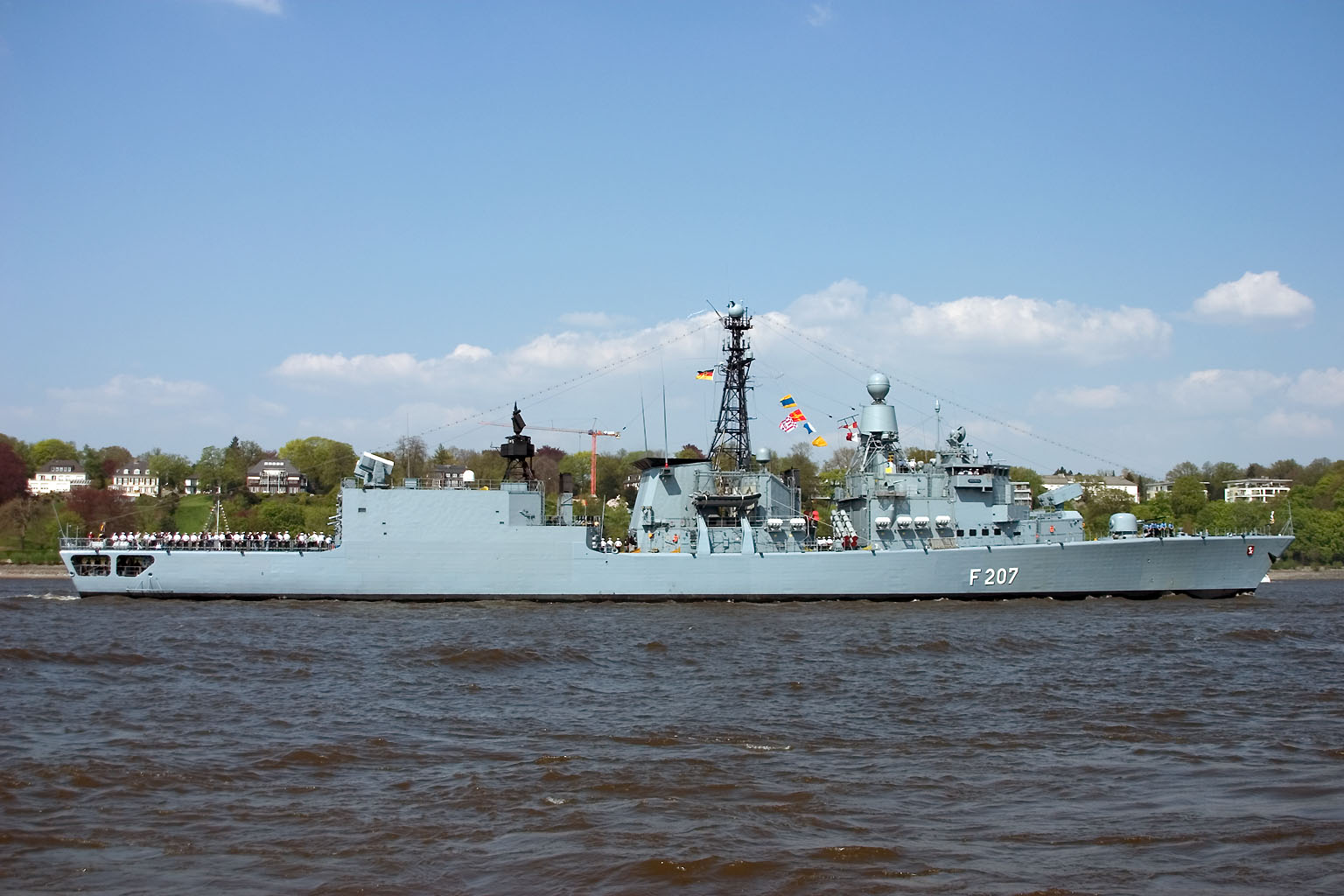
Il FGS Bremen nel maggio del 2006.
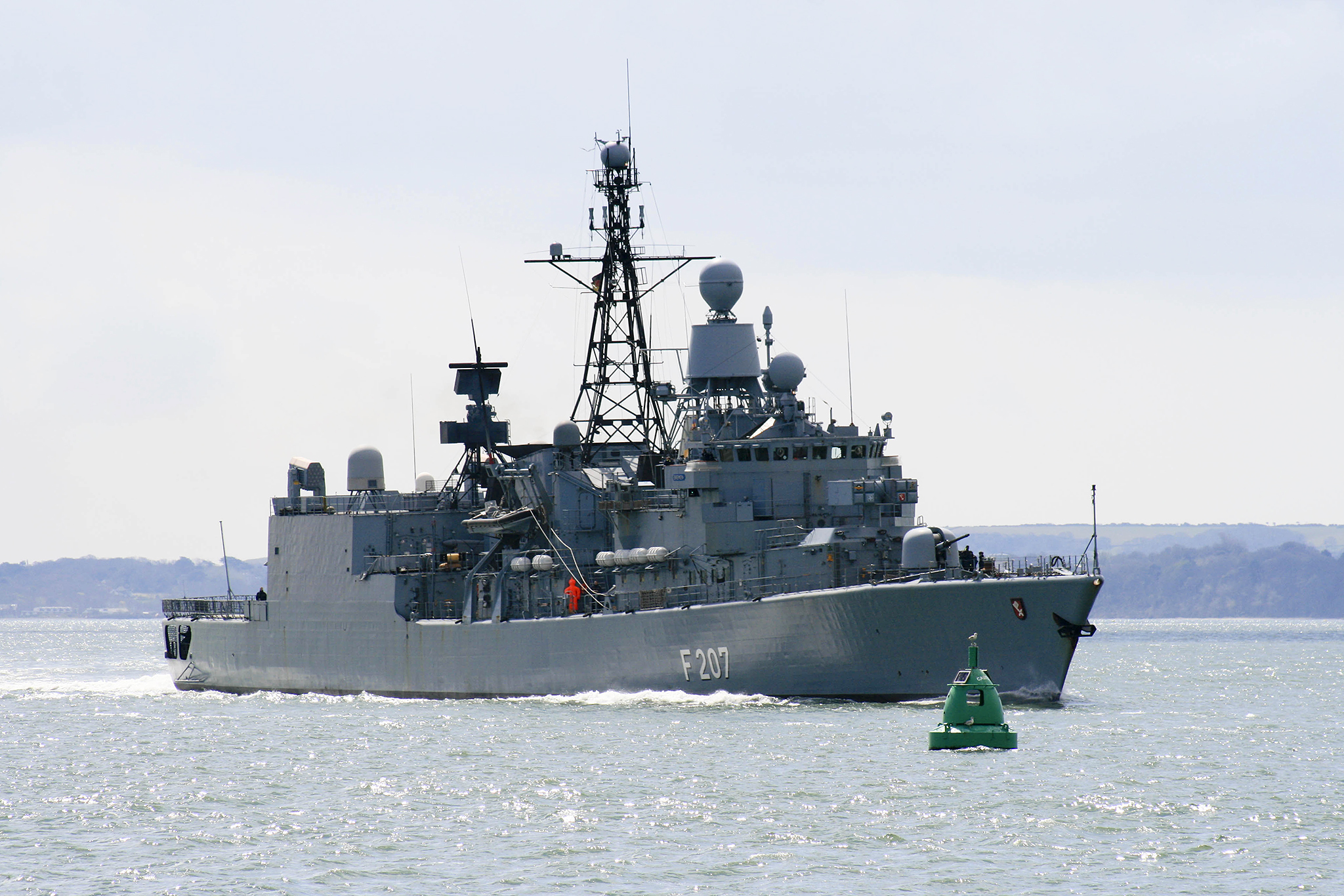
Il FGS Bremen alla base navale di Portsmouth, aprile 2013.